# Julia Hołdakowska
Julia Hołdakowska (ur. 25 sierpnia 1909 w Borkach, zm. ?) – polska nauczycielka, posłanka na Sejm PRL III kadencji.

## Życiorys
Uzyskała wykształcenie wyższe niepełne. Pracowała jako nauczycielka w Szkole Podstawowej im. Tadusza Kościuszki w Długosiodle. Wstąpiła do Zjednoczonego Stronnictwa Ludowego. W 1961 została posłanką na Sejm PRL z okręgu Ostrołęka, w parlamencie zasiadała w Komisji Oświaty i Nauki.